# José Maria Zaldua Corta
Pour les articles homonymes, voir Corta.
José Maria Zaldua Corta, alias Aitona, est un membre historique, chef de l'appareil logistique de l'organisation indépendantiste Euskadi ta Askatasuna (ETA). Il est surtout un expert en explosifs. Il entre dans le commando légal Urola, où il se met immédiatement en action avec, le 11 novembre 1978, l'attentat contre une voiture de la garde civile à Urretxu qui cause la mort de deux d'entre eux, José Rodriguez de Lama et Lucio Revilla Alonso. La suite n'est qu'une liste sanglante.

## Activité terroriste
(juin 2021).
- Décembre 1978 : mitraillage d'un véhicule de la garde civile.
- 13 janvier 1979 : attentat contre une Land-Rover de la garde civile à Azkoitia qui fait un mort et un blessé grave. Quand les secours arrivent, une deuxième bombe explose, causant le décès de deux autres gardes.
- 6 février 1979 : assassinat du maire d'Olaberria (Guipuscoa) José Antonio Vivot Undabarrena, en compagnie de Saldi.
- mars 1979 : incendie de trois camions français à Tolosa.
- avril 1979 : comme récompense de son efficacité, Aitona intègre le commando illégal[3] Nafarroa, après avoir échappé à la police.
- 9 octobre 1979 : assassinat de l'inspecteur de police Carlos Sanz Biurru.
- 15 juin 1980 : assassinat du policier Ángel Postigo Mejías.
- 12 juillet 1980 : attentat contre l'Université de Navarre.
- 22 aout 1980 : le Directeur du Diario de Navarra, Francisco Javier Uranga Santesteban est blessé.
- 1981 : assassinat à Pampelune du lieutenant-colonel Jesús Prieto Garcia.
- 2 avril 1981 : attentat contre un garde civil à la retraite, qui est gravement blessé.
- 27 mai 1981 : pose d'explosifs à la station électrique d'Orcoyen puis neuf charges explosives sur trois tours électriques à Pampelune.
- 24 juin 1981 : cinq bombes à l'université de Navarre font quatre blessés.
- 8 mars 1982 : explosifs sur un camion de la Renfe.
- 17 avril 1982 : grenade anti-char contre un fourgon de la police à Pampelune, le conducteur Vicente Luis Garcera López y trouve la mort, six blessés.
- 7 septembre 1982 : il est arrêté par la police française, alors qu'il s'entraine au tir, en compagnie de deux étarres près Saint-Étienne-de-Baïgorry.
- 11 décembre 1982 : il est remis en liberté sous contrôle judiciaire.

## Réintégration de la direction
Aitona éprouve le besoin de se mettre en retrait. Installé au Mexique, en Algérie en 1987, en Uruguay pendant dix ans puis en France. Il ne coupe pas pour autant le contact avec l'organisation, puisqu'on le signale en compagnie de José Ramón Martinez de la Fuente Inchaurregui, Juan Valle Álvarez et Agustin Imaz Sorozabal. L'état major décide alors de le faire revenir, car on manque cruellement de cadres, à la suite des arrestations décidées par les autorités françaises. Le 9 septembre 1992, il est arrêté et déféré devant le juge de Bayonne pour détention illicite d'arme et mis en liberté un mois plus tard. Il faut attendre dix ans de plus pour qu'il retourne en prison à Gradignan le 19 avril 2002.
Il sera découvert à Ciboure, avec son fils, au domicile de deux sympathisants, Ladislas Lamouguerre et Marie-Hélène Marguirault. Il n'y reste que quarante jours car le tribunal de Pau n'a pas reçu à temps des documents réclamés à l'Espagne, à la suite d'une erreur informatique. Le premier délit pour lequel il avait été arrêté étant prescrit (absence de preuves réclamées à Madrid), il ne peut être question de lui imputer les sept autres motifs d'inculpation.

### Sources et bibliographie
- (fr) Jean Chalvidant, ETA : L'enquête, éd. Cheminements, coll. « Part de Vérité », octobre 2003, 426 p. (ISBN 978-2-84478-229-8)
- (es) José María Benegas, Diccionario de Terrorismo, Madrid, Espasa Calpe, coll. « Diccionario Espasa », novembre 2004, 920 p. (ISBN 978-84-670-1609-3)
- (fr) Jacques Massey, ETA : Histoire secrète d'une guerre de cent ans, Paris, Flammarion, coll. « EnQuête », février 2010, 386 p. (ISBN 978-2-08-120845-2)